# Silas Araújo da Silva
Silas Araújo da Silva, semplicemente noto come Silas, (Pelotas, 30 maggio 1996) è un calciatore brasiliano, centrocampista del CSA.

## Carriera

### Club
Prodotto del vivaio dei brasiliani del Progresso, cresce calcisticamente nell'Internacional.
Nel 2017 viene acquistato dalla squadra ucraina dello Zorja.